# Heinrich Kröller
Heinrich Kröller (* 25. Juli 1880 in München; † 25. Juli 1930 in Würzburg) war ein deutscher Tänzer und Choreograf.

## Werdegang
Kröller war zunächst Solotänzer in Dresden. Dort erhielt 1914–1916 Gret Palucca ihren ersten Tanzunterricht bei ihm.
1917 kam Kröller als Ballettmeister und Choreograf an das Königliche Hof- und Nationaltheater in München. Von 1919 bis 1922 arbeitete Kröller an der Staatsoper Unter den Linden in Berlin, wo er 1921 die Uraufführung von Richard Strauss’ Josephs Legende choreographierte. Von 1922 bis 1928 wirkte er an der Wiener Staatsoper, wo er zum Fasching 1923 Strauss’ Couperin-Suite choreographierte.
Er schuf das Hochzeitstanzspiel der Landshuter Fürstenhochzeit.
1956 wurde im Münchner Stadtteil Harlaching die Heinrich-Kröller-Straße nach ihm benannt.